# Ranunculus micranthus
Ranunculus micranthus là một loài thực vật có hoa trong họ Mao lương. Loài này được Nutt. miêu tả khoa học đầu tiên năm 1838.

## Hình ảnh

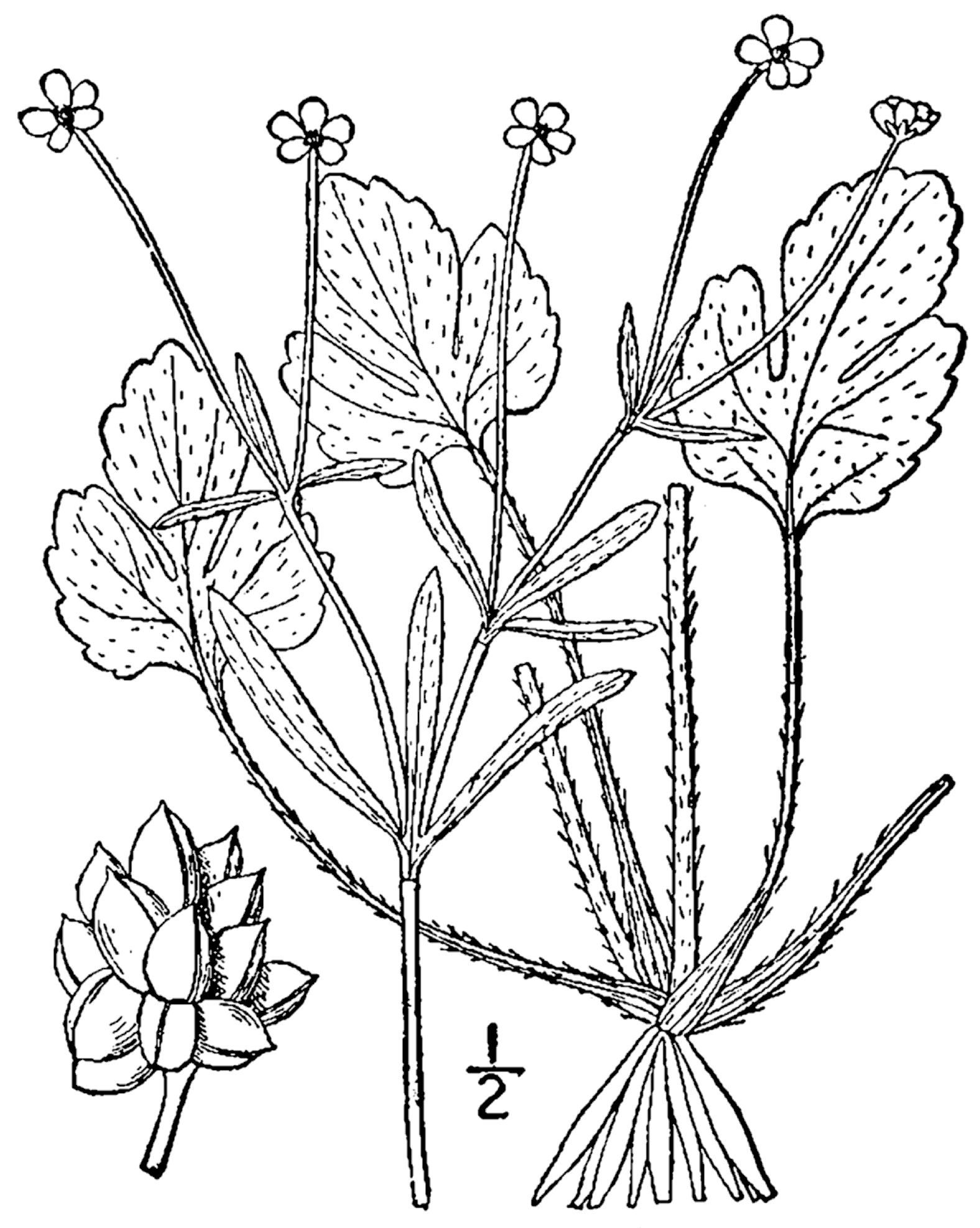
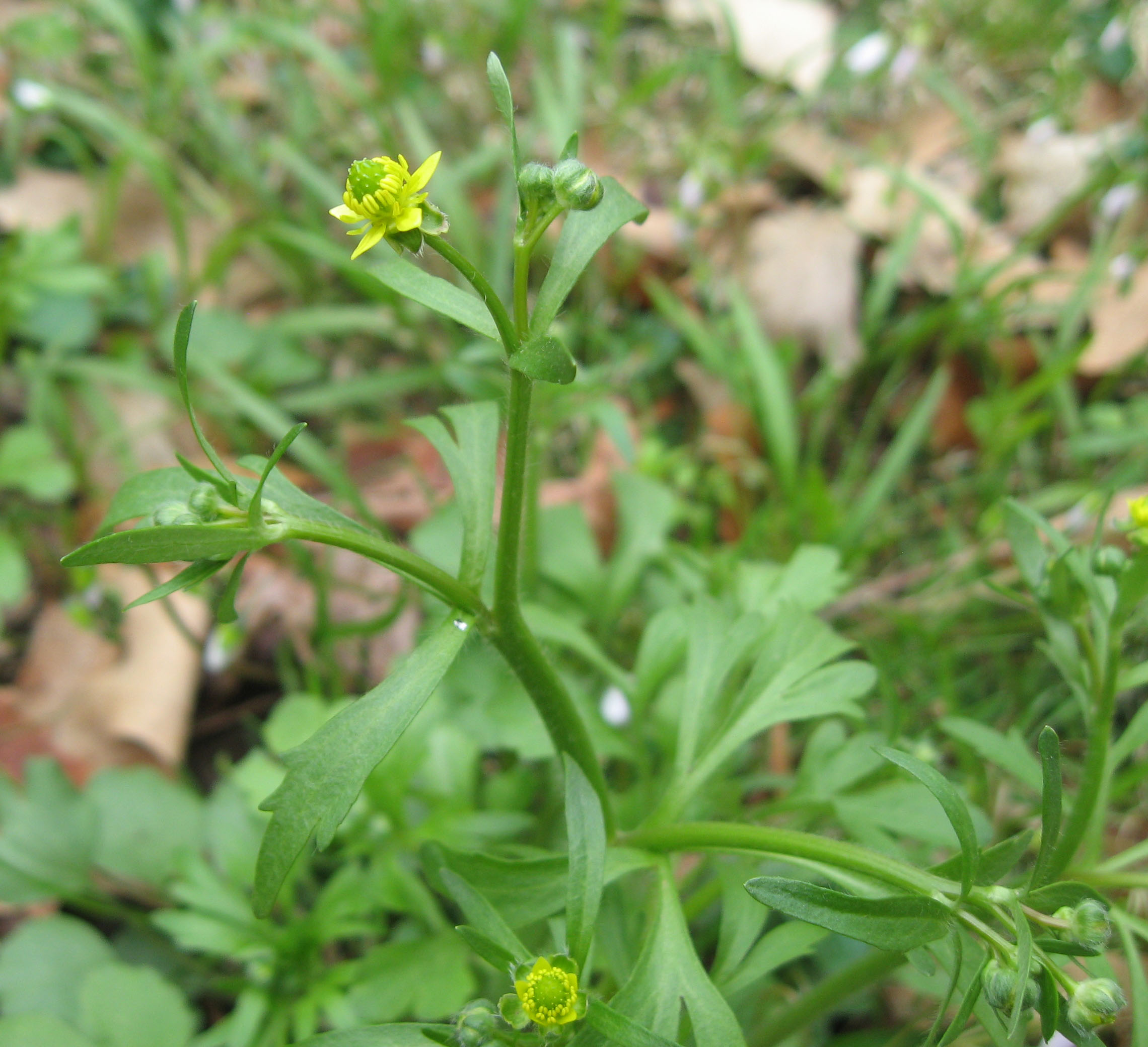